# Triguinho
Luciano da Silva, mais conhecido como Triguinho (Piquete, 25 de fevereiro de 1979), é um ex-futebolista brasileiro que atuava como lateral-esquerdo.

## Carreira
Triguinho foi revelado pelo Guaratinguetá, logo após foi levado para o FC Barcelona B por Rivaldo, que na época fazia parte da diretoria do Guaratinguetá. Atuou em apenas uma partida pelos azulgranas, em um amistoso, não se firmou e voltou ao Brasil para o Figueirense antes de chegar ao São Caetano, clube pelo qual se destacou para o futebol brasileiro.
Foi emprestado para o RSC Anderlecht, da Bélgica, em maio de 2007 e, no fim do ano do mesmo acertou sua ida para o Botafogo. No clube carioca, Triguinho foi hostilizado pela torcida, sendo constantemente vaiado em todos os jogos.
Em 2009, foi emprestado ao Santos. Lá ficara marcado por tomar o drible de Ronaldo que sucedeu o antológico gol de cobertura na final do Paulistão 2009 contra o Corinthians. Jogou o restante da temporada no clube praiano e acertou com o Coritiba para a temporada de 2010
No dia 2 de novembro de 2010, num jogo contra o Bahia, fraturou a perna ao se chocar contra o goleiro Fernando.
No dia 19 de agosto de 2011, foi contratado pelo Atlético Mineiro, indicado pelo técnico Cuca, com quem já havia trabalhado no Botafogo.
Em novembro de 2011, Triguinho assinou um pré-contrato com o Atlético Mineiro para a temporada 2012.
Em 2013, acertou com o Red Bull Brasil para o Campeonato Paulista da Série A2.
Em 2014, acerta com o time do Manthiqueira para jogar a restante temporada na equipe, pela última divisão paulista.

## Títulos
Figueirense
- Campeonato Catarinense: 2002 e 2003

São Caetano
- Campeonato Paulista: 2004

Anderlecht
- Campeonato Belga: 2006-07

Botafogo
- Taça Rio: 2008

Coritiba
- Campeonato Brasileiro - Série B: 2010[12]
- Campeonato Paranaense: 2010 e 2011

Atlético Mineiro
- Campeonato Mineiro: 2012